# Reizmuster
Von Reizmustern spricht man in der Sinnesphysiologie, wenn man einem Versuchstier Reize darbietet, die irgendeine wohldefinierte räumlich-zeitliche Struktur besitzen. In der Biokybernetik werden z. B. sinusförmige modulierte Reize angewendet, da diese Art Signale und die Beziehungen zwischen Input und Output (=hervorgerufene Reaktionen) besonders einfach mathematisch zu analysieren sind (Laplace- oder Fouriertransformation).